# Nestor Simionato
Nestor Simionato (Crissiumal, 17 de dezembro de 1959) é um ex-futebolista e ex-treinador do futebol brasileiro. Como jogador atuava na lateral direita.

## Carreira de jogador
Em 1977, atuou no Grêmio no Campeonato Gaúcho Amador. 
Em 1981, transferiu-se para o Atlético Paranaense e, no ano seguinte, para o Figueirense (SC). Em 1983, atuou no Cascavel CR (PR) e, em 1984, no Sampaio Corrêa (MA). Depois de 1985, jogou em diversos times gaúchos: São Paulo-RS (1985-86), Caxias (1987), Pelotas (1988-89), Esportivo (1990) e Novo Hamburgo (1991).

## Carreira de treinador
Em 1992, iniciou a carreira de treinador no Bagé, atuando durante dez anos por diversos times gaúchos: Assoc. Tresmaiense (1993), Palmeirense (1994), Santo Ângelo(1995), Santo Ângelo(1996), Veranópolis(1997), São Luiz(1997), Caxias(1998), São Luiz(1998), Veranópolis(1999), 15 de Novembro(1999), 15 de Novembro(2000), Avenida(2000), 15 de Novembro(2001).
Em 2001, dirigiu o Gama durante o campeonato brasileiro. Nos anos seguintes, passou por outros clubes catarinenses (Tubarão FC, 2001) e gaúchos (Glória, 2002; São José-RS, 2003; Glória, 2003; Santo Ângelo, 2003), até ser contratado pelo Grêmio, em 2003, único time grande que comandou. No entanto, dirigiu o time por apenas um mês.
No ano seguinte, passou pelo Ulbra, pelo Treze e pelo Pelotas. Nos anos seguintes, dirigiu outros times gaúchos (Ulbra, 2005; Esportivo, 2006; Inter de Santa Maria, 2006; Esportivo, 2007) até ser chamado por em times do centro do país, como CRAC, em 2007, e Luverdense, em 2008.
Nesses últimos anos, voltou a dirigir times do interior de Santa Catarina (Brusque, 2008) e do Rio Grande do Sul (Avenida, 2009; Brasil de Farroupilha, 2011; Farroupilha, 2011; Esportivo, 2011).
Atualmente o técnico dirige a equipe do Concórdia Atlético Clube.

## Títulos
Entre seus títulos, ganhou campeonatos de segunda divisão gaúcha (SER Santo Ângelo, 1995, 1996; EC Avenida, 2000), além de "Campeão do interior" na primeira divisão gaúcha (SER Santo Ângelo, 1996; Veranópolis EC, 1997, 1999).